# ميل مي-17

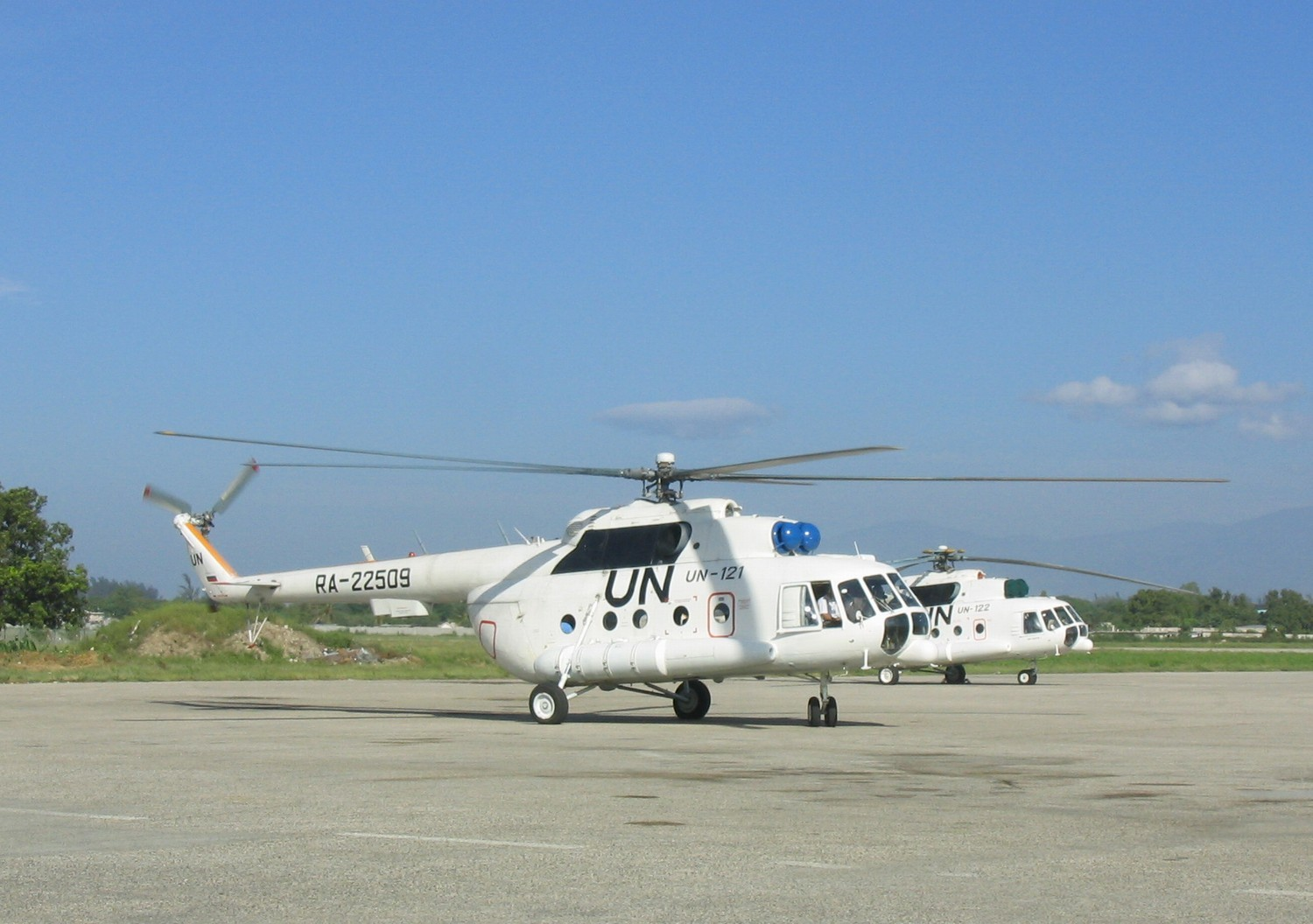
مروحية إم أي-17 هيب إتش

ميل مي-17 (لقب تعريف الناتو:Hip) هي مروحية روسية، تعد تطويرا لمروحية مي-8 Hip السوفيتية. قام الاتحاد السوفيتي بتطوير هذه المروحية خصيصاً للحرب في أفغانستان

## التصميم والتطوير
تم تطوير إم أي-17 بنائا على الطراز إم أي-8 حيث زودت بالمحرك تي في 3-117 أم تي، ومحور دوار، وكذلك ناقل حركة كان قد طور أصلا للطراز إم أي-14, بالإضافة لتعديل الهيكل من أجل سعة حمولة أكبر.
في مايو من العام 2008 منحت الصين رخصة لتصنبع إم أي-17 وذلك بالتعاون بين شركة ميل موسكو للمروحيات وشركة سيشوان لنتان لصناعة المروحيات في إقليم سيشوان الصيني، وبالفعل تم تصنيع 20 مروحية في عام 2008, بالاعتماد على مكونات يتم استيرادها من روسيا.

## حوادث
- في ديسمبر 2003، تحطمت طائرة تابعة للقوات الجوية البولندية من طراز Mi-8 وكان فيها رئيس الوزراء البولندي نجوا جميع من في الطائرة.
- في 12 يناير 2008 طائرة من طراز Mi-17 من القوات المسلحة المقدونية تحطمت وقتل جميع افراد الطاقم الثلاثة وثمانية ركاب.
- في 3 مارس 2008، طائرة القوة الجوية العراقية تحطمت من طراز Mi-17 ومات كل من علي متن الطائرة وعددهم 8 ركاب.[3]
- في 31 مايو 2008، تحطمت طائرة من طراز Mi-171 تابعة لجيش التحرير الشعبي الصيني وكانت في مهمة انقاذ.[4]
- في 14 فبراير 2010، طائرة من طراز Mi-17 تابعة للجيش اليمني تحطمت في شمال اليمن، وضربة سيارة تابعة للجيش. قتل أحد عشر شخصا فقط على متن الطائرة، بالإضافة إلى ثلاثة آخرين على الأرض.[5]
- في 19 نوفمبر 2010، تحطمت طائرة من طراز Mi-17 في الهند تابعة للجيش الهندي مما أسفر عن مقتل 12 شخصا على متن الطائرة Bomdir.[6]
- في 19 أبريل 2011، اشتعلت النيرات في طائرة من طراز Mi-172 في الهند، تابعة للجيش الهندي مما أسفر عن مقتل 17 شخصا كانوا على متنها..[7]
- في 18 مايو 2012، طائرة من طراز Mi-17 تحطمت أثناء مهمة تدريب في فنزويلا، مما أسفر عن مقتل 4 أشخاص.[8]
- في 11 يوليو 2012، تحطمت طائرة تابعة للجيش الباكستاني من طراز Mi-17 مما أسفر عن مقتل 5 أشخاص.[9]
- في 30 أغسطس 2012، اصطدمت طائرتان من طراز Mi-17S تابعة لسلاح الجو الهندي في غرب الهند، مما أسفر عن مقتل 9 أشخاص.[10]
- يوم 11 فبراير عام 2013، طائرة من طراز Mi-17 تابعة لسلاح الجو الأذربيجاني تحطمت في بحر قزوين مما أسفر عن مقتل 3 أشخاص على متن الطائرة.[11]
- يوم 25 يونيو عام 2013، تحطمت طائرة من طراز A-17 تابعة لسلاح الجو الهندي أثناء قيامها بعمليات الإنقاذ في المناطق التي اجتاحتها الفيضانات في شمال الهند. ولم يتم العثور علي من كان علي متنها.[12]
- يوم 21 سبتمبر عام 2014 تحطمت طائرة من طراز Mi-17 تابعة للقوات الجوية المصرية [13]
- في 27 مارس 2016، تحطمت طائرة هلكوبتر تابعة للجيش الجزائري من طراز Mi-171 في صحراء الجزائر مما أسفر عن مقتل 12 جنديا.[14]

في شباط 2016 تحطمت طائرة تابعة للجيش العراقي اثناء مهمه تدريبيه في محافظة واسط وادى إلى قتل 9 اشخاص
- في 12 نوفمبر 2017، تحطمت طائرة تابعة لطيران الجيش العراقي من طراز Mi-17 في محافظة واسط وقتل طاقمها المكون من 7 اشخاص.
- أثناء القيام بطلعة تدريبية ليلية مبرمجة، سقطت ليلة 07 فيفري 2024، في حدود الساعة 21:00، حوامة عسكرية قتالية من نوع (MI-171) تابعة لقيادة القوات الجوية الجزائرية ، بضواحي مطار المنيعة بالناحية العسكرية الرابعة، مما أسفر عن استشهاد طاقمها المتكون من ثلاثة (03) أفراد.[15]

## المستخدمون
| أفغانستان الجزائر أنغولا الأرجنتين أذربيجان بنغلاديش البوسنة والهرسك بلغاريا بوركينا فاسو كمبوديا كندا تشاد الصين كولومبيا جمهورية الكونغو جمهورية الكونغو الديمقراطية كرواتيا كوبا تشيكوسلوفاكيا التشيك جيبوتي الإكوادور مصر إريتريا | إثيوبيا غانا المجر الهند إندونيسيا العراق إيران كازاخستان كينيا لاوس لاتفيا Macedonia ماليزيا المكسيك منغوليا ميانمار ناميبيا نيبال نيكاراجوا النيجر نيجيريا باكستان بيرو بولندا روسيا | رواندا السنغال Serbia and Montenegro سيراليون سلوفاكيا جنوب السودان الاتحاد السوفيتي سريلانكا سوريا تايلاند تركيا تركمانستان أوغندا أوكرانيا المملكة المتحدة الولايات المتحدة أوزبكستان فنزويلا فيتنام اليمن |

### طلبات لم تسلم
وقعت الهند عقد اخر في 15 ديسمبر 2008 ستحصل بموجبه على 80 مروحية مي-17. وفي 2008 وقعت السعودية عقدا ستحصل بموجبه على 150 مروحية مي-17 ومي-35 بتكلفة تصل الي 2.2 مليار دولار لكن توقف لضروف غامضة 

## طرازات اخري
| - ميل مي-1 - ميل مي-2 - ميل مي-3 - ميل مي-4 - ميل في-5 - ميل مي-6 - ميل في-7 - ميل مي-8 | - ميل مي-10 - ميل مي-12 - ميل مي-14 - ميل في-16 - ميل مي-20 - ميل مي-22 - ميل مي-24 - ميل مي-26 | - ميل مي-28 - ميل مي-30 - ميل مي-32 - ميل مي-34 - ميل مي-36 - ميل مي-38 - ميل مي-40 - ميل مي-42 | - ميل مي-44 - ميل مي-46 - ميل مي-52 - ميل مي-54 - ميل مي-58 - ميل مي-60 |  |